# Petr II. Karađorđević
Petr II. Karađorđević (srbsky: Petar II Karađorđević / Петар II Карађорђевић) (6. září 1923 v Bělehradě – 3. listopadu 1970 v Los Angeles, USA) byl třetím a zároveň posledním králem Jugoslávského království, před rokem 1929 označovaného jako Království Srbů, Chorvatů a Slovinců z dynastie Karađorđevićů. Králem se stal roku 1934 po smrti svého otce, až do jeho plnoletosti ho zastupoval jeho strýc Princ Pavel. Od roku 1941 až do své smrti byl králem v exilu.

## Dětství

Osobní monogram krále Petra II.

Narodil se jako nejstarší syn krále Alexandra I. a princezny Marie Rumunské. Dva z jeho kmotrů byli král a královna Spojeného království.
Vzdělávání Petra začalo již v královském paláci. Poté navštěvoval Sandroyd School ve Wiltshiru v Anglii.

## Vláda
V jedenácti letech se Petr z dynastie Karađorđevićů po zavraždění svého otce krále Alexandra I. při státní návštěvě Francie roku 1934 stal jugoslávským králem. Do jeho plnoletosti za něho vládla regentská rada vedená jeho strýcem princem Pavlem Karađorđevićem.

### Druhá světová válka
Přestože král a jeho poradní sbor byli proti spolupráci s nacistickým Německem, regent Pavel Karađorđević sjednal přistoupení Jugoslávie k Paktu tří.
Dne 27. března 1941 byl sedmnáctiletý Petr prohlášen za plnoletého a účastnil se Brity[zdroj?] podporovaného převratu proti Paktu tří. Dne 17. dubna 1941 se Jugoslávie rozpadla na několik celků. Chorvatští fašisté v čele s Antem Pavelićem vytvořili na území dnešního Chorvatska a Bosny a Hercegoviny Nezávislý stát Chorvatsko (NDH; Nezavisna država Hrvatska). Slovinsko bylo rozděleno na tři části, které si mezi sebou rozdělilo Německo, Itálie a Maďarsko.
Srbsko obsadilo několik států: Vojvodina (severní část Srbska) byla rozdělena mezi Maďarsko (severozápadní část – Bačka), Nezávislý stát Chorvatsko (jihozápadní část – Srem) a Německo (východní část Vojvodiny – Banát). Území dnešního Kosova, spolu se západní částí dnešní Severní Makedonie a částí Černé Hory bylo připojeno k Velké Albánii – loutkovému státu pod kontrolou Itálie, zbytek Makedonie a část východního Srbska zabralo Bulharsko. Ve zbytku Srbska byla k moci dosazena proněmecká fašistická vláda vedená generálem Milanem Nedićem. V Černé Hoře byl k moci dosazen proitalský kníže.

### Exil

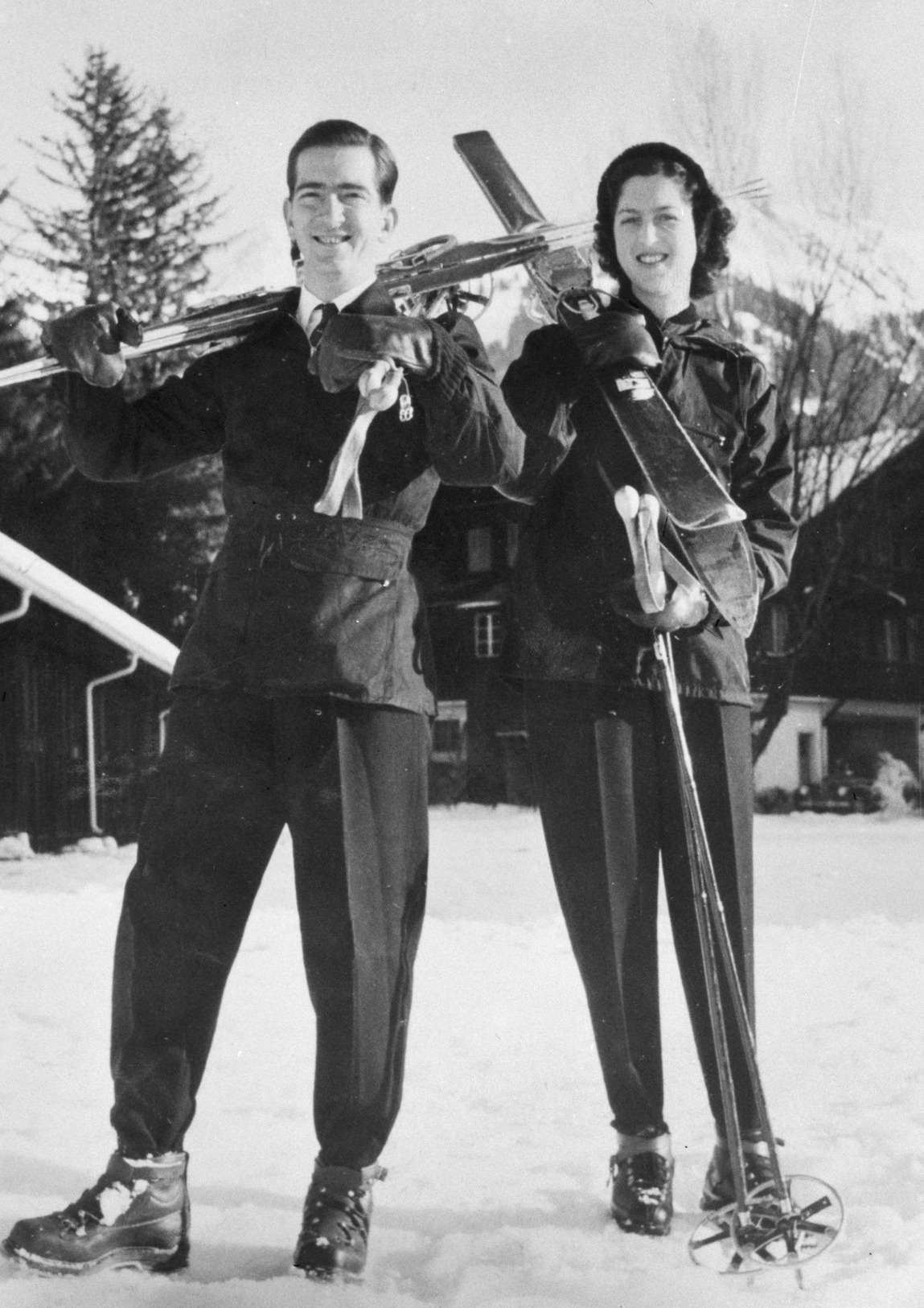
Petr II. s chotí Alexandrou (1963).

Petr II., jeho vláda a část jednotek opustili Jugoslávii a přes Střední východ se dostali do Londýna, kde byli uznáni jako exilová vláda. Odpor na jugoslávském území však vedl komunistický vůdce Josip Broz Tito.
Král Petr II. ve Velké Británii dokončil studia a vstoupil do RAF. 20. března 1944 se v londýnském exilu oženil s princeznou Alexandrou Řeckou a Dánskou. Obřad, kterého se králova matka odmítla z důvodu bolesti zubů zúčastnit, se konal na jugoslávské ambasádě v Londýně. Alexandra na sobě měla svatební šaty, které jí zapůjčila lady Mary Lygonová, manželka prince Vsevoloda Ivanoviče Ruského (sám syn tety krále Petra princezny Heleny Srbské). Mezi svatebními hosty byli čtyři vládnoucí panovníci (Jiří VI. Britský, Jiří II. Řecký, Haakon VII. Norský a Vilemína Nizozemská) a několik dalších členů evropských královských rodin, včetně dvou bratrů ženicha (princ Tomislav a princ Ondřej), matka nevěsty, princ Jindřich, vévoda z Gloucesteru a princ Bernhard Lippsko-Biesterfeldský, princ choť nizozemský.
Ač stále v exilu, byl 29. listopadu 1945 jugoslávskou komunistickou stranou sesazen, sám však nikdy neabdikoval.
Po skončení války se usadil v USA. Po mnoha letech bolestí v důsledku cirhózy, po neúspěšné transplantaci jater, dne 3. listopadu 1970 zemřel v Los Angeles. Jeho tělo bylo pohřbeno klášterním kostele sv. Sávy v Libertyville, ve státě Illinois, a byl tak historicky jediným evropským panovníkem pohřbeným na americké půdě.
Jeho syn, korunní princ Alexandr, je následníkem jugoslávského trůnu.

## Převoz ostatků do vlasti
Dne 4. března 2007 korunní princ Alexandr zveřejnil svůj záměr navrátit tělo svého otce zpět do Srbska. Tento záměr ovšem vzbudil emoce mezi americkými Srby, neboť Petr II. si sám srbský pravoslavný klášter sv. Sávy zvolil jako místo svého posledního spočinutí kvůli tisícům Srbů žijících v okolí Chicaga.
22. ledna 2013 byly ostatky krále Petra převezeny zpět do Bělehradu. Tělo bylo uloženo nejprve v královské kapli v Dedinje a poté, 26. května 2013, v rodinné královské hrobce v Oplenaci společně se svou ženou, královnou Alexandrou. Jeho matka, královna Marie a bratr, princ Ondřej, leží tamtéž. Na rakev Petra II. byly položeny srbské korunovační klenoty. Královského pohřbu se účastnil srbský premiér Ivica Dačić, syn krále Petra Alexandr s rodinou a srbský patriarcha Irenej. Ten se také vyslovil pro obnovu srbské monarchie.

## Vývod z předků
|                       |                                 |  |                                              |                                 |  |  |  |  |  |  |  | Karađorđe Petrović |
|                       |                                 |  |                                              |                                 |  |  |  |  |  |  |  |                    |
|                       | Alexandr Karađorđević           |  |                                              |                                 |  |  |  |  |  |  |  |                    |
|                       |                                 |  |                                              |                                 |  |  |  |  |  |  |  |                    |
|                       |                                 |  |                                              | Jelena Petrović                 |  |  |  |  |  |  |  |                    |
|                       |                                 |  |                                              |                                 |  |  |  |  |  |  |  |                    |
|                       | Petr I. Karađorđević            |  |                                              |                                 |  |  |  |  |  |  |  |                    |
|                       |                                 |  |                                              |                                 |  |  |  |  |  |  |  |                    |
|                       |                                 |  |                                              | Jevrem Nenadović                |  |  |  |  |  |  |  |                    |
|                       |                                 |  |                                              |                                 |  |  |  |  |  |  |  |                    |
|                       | Persida Nenadović               |  |                                              |                                 |  |  |  |  |  |  |  |                    |
|                       |                                 |  |                                              |                                 |  |  |  |  |  |  |  |                    |
|                       |                                 |  |                                              | Jovanka Milovanović             |  |  |  |  |  |  |  |                    |
|                       |                                 |  |                                              |                                 |  |  |  |  |  |  |  |                    |
|                       | Alexandr I. Jugoslávský         |  |                                              |                                 |  |  |  |  |  |  |  |                    |
|                       |                                 |  |                                              |                                 |  |  |  |  |  |  |  |                    |
|                       |                                 |  |                                              | Mirko Petrović-Njegoš           |  |  |  |  |  |  |  |                    |
|                       |                                 |  |                                              |                                 |  |  |  |  |  |  |  |                    |
|                       | Nikola I. Petrović-Njegoš       |  |                                              |                                 |  |  |  |  |  |  |  |                    |
|                       |                                 |  |                                              |                                 |  |  |  |  |  |  |  |                    |
|                       |                                 |  |                                              | Anastasija Martinović           |  |  |  |  |  |  |  |                    |
|                       |                                 |  |                                              |                                 |  |  |  |  |  |  |  |                    |
|                       | Zorka Černohorská               |  |                                              |                                 |  |  |  |  |  |  |  |                    |
|                       |                                 |  |                                              |                                 |  |  |  |  |  |  |  |                    |
|                       |                                 |  |                                              | Petar Vukotić                   |  |  |  |  |  |  |  |                    |
|                       |                                 |  |                                              |                                 |  |  |  |  |  |  |  |                    |
|                       | Milena Vukotić                  |  |                                              |                                 |  |  |  |  |  |  |  |                    |
|                       |                                 |  |                                              |                                 |  |  |  |  |  |  |  |                    |
|                       |                                 |  |                                              | Jelena Vojvodić                 |  |  |  |  |  |  |  |                    |
|                       |                                 |  |                                              |                                 |  |  |  |  |  |  |  |                    |
| Petr II. Karađorđević |                                 |  |                                              |                                 |  |  |  |  |  |  |  |                    |
|                       |                                 |  |                                              |                                 |  |  |  |  |  |  |  |                    |
|                       |                                 |  | Karel Antonín Hohenzollernsko-Sigmaringenský |                                 |  |  |  |  |  |  |  |                    |
|                       |                                 |  |                                              |                                 |  |  |  |  |  |  |  |                    |
|                       | Leopold Hohenzollernský         |  |                                              |                                 |  |  |  |  |  |  |  |                    |
|                       |                                 |  |                                              |                                 |  |  |  |  |  |  |  |                    |
|                       |                                 |  |                                              | Josefína Bádenská               |  |  |  |  |  |  |  |                    |
|                       |                                 |  |                                              |                                 |  |  |  |  |  |  |  |                    |
|                       | Ferdinand I. Rumunský           |  |                                              |                                 |  |  |  |  |  |  |  |                    |
|                       |                                 |  |                                              |                                 |  |  |  |  |  |  |  |                    |
|                       |                                 |  |                                              | Ferdinand II. Portugalský       |  |  |  |  |  |  |  |                    |
|                       |                                 |  |                                              |                                 |  |  |  |  |  |  |  |                    |
|                       | Antonie Marie Portugalská       |  |                                              |                                 |  |  |  |  |  |  |  |                    |
|                       |                                 |  |                                              |                                 |  |  |  |  |  |  |  |                    |
|                       |                                 |  |                                              | Marie II. Portugalská           |  |  |  |  |  |  |  |                    |
|                       |                                 |  |                                              |                                 |  |  |  |  |  |  |  |                    |
|                       | Marie Rumunská                  |  |                                              |                                 |  |  |  |  |  |  |  |                    |
|                       |                                 |  |                                              |                                 |  |  |  |  |  |  |  |                    |
|                       |                                 |  |                                              | Albert Sasko-Kobursko-Gothajský |  |  |  |  |  |  |  |                    |
|                       |                                 |  |                                              |                                 |  |  |  |  |  |  |  |                    |
|                       | Alfréd Sasko-Kobursko-Gothajský |  |                                              |                                 |  |  |  |  |  |  |  |                    |
|                       |                                 |  |                                              |                                 |  |  |  |  |  |  |  |                    |
|                       |                                 |  |                                              | Viktorie Britská                |  |  |  |  |  |  |  |                    |
|                       |                                 |  |                                              |                                 |  |  |  |  |  |  |  |                    |
|                       | Marie Edinburská                |  |                                              |                                 |  |  |  |  |  |  |  |                    |
|                       |                                 |  |                                              |                                 |  |  |  |  |  |  |  |                    |
|                       |                                 |  |                                              | Alexandr II. Ruský              |  |  |  |  |  |  |  |                    |
|                       |                                 |  |                                              |                                 |  |  |  |  |  |  |  |                    |
|                       | Marie Alexandrovna Romanovová   |  |                                              |                                 |  |  |  |  |  |  |  |                    |
|                       |                                 |  |                                              |                                 |  |  |  |  |  |  |  |                    |
|                       |                                 |  |                                              | Marie Alexandrovna Ruská        |  |  |  |  |  |  |  |                    |
|                       |                                 |  |                                              |                                 |  |  |  |  |  |  |  |                    |